# Barnby (Suffolk)
Pour les articles homonymes, voir Barnby.
Barnby est un village et une paroisse civile du Suffolk, en Angleterre.